# Botoș, Suceava
Botoș este un sat în comuna Ciocănești din județul Suceava, Bucovina, România.
 Acest articol despre o localitate din județul Suceava este deocamdată un ciot. Puteți ajuta Wikipedia prin completarea lui.